# Diözese St. Pölten
Die Diözese St. Pölten (lateinisch Dioecesis Sancti Hippolyti) ist seit 1784/85 eine österreichische römisch-katholische Diözese mit Sitz in St. Pölten. Sie gehört zur Kirchenprovinz Wien und umfasst das westliche Niederösterreich, also Wald- und Mostviertel. Patron der Diözese St. Pölten ist der hl. Hippolyt.

## Geschichte

### Das Gebiet vor Errichtung der Diözese
An der Stelle der heutigen Stadt St. Pölten befand sich ab dem Ende des 1. Jahrhunderts nach Christus die römische Siedlung Aelium Cetium, die 121/122 zur römischen Stadt erhoben wurde. Aelium Cetium war ein wichtiges Verwaltungszentrum im Nordosten der römischen Provinz Noricum, die sich über weite Teile des heutigen Diözesangebietes erstreckte. Christliche Spuren finden sich bereits im 3. und 4. Jahrhundert: Der im Jahr 304 in Lauriacum den Märtyrertod erleidende hl. Florian verbrachte die letzten Jahre seines Lebens in Aelium Cetium. Rund 100 Jahre später ist in der Gegend um Mautern an der Donau das Wirken des hl. Severin belegt. Nach dem Ende des Weströmischen Reiches im 5. Jahrhundert und dem Beginn der Völkerwanderung erloschen sowohl die Stadt Aelium Cetium als auch weitestgehend die christlichen Anfänge in dieser Region.
Nach dem Sieg Karls des Großen gegen die Awaren kam das Gebiet des heutigen niederösterreichischen Zentralraumes zum christlich geprägten Frankenreich. Karl der Große verteilte das neu eroberte Land an Mitstreiter, zu denen Adelige und Klöster gehörten. So erlangte auch das Stift Tegernsee Besitz an der Traisen: Um 800 gründete es mit dem Hippolytkloster das erste Kloster im heutigen Niederösterreich. 811 sprach Karl der Große weite Teile entlang der Donau bis zur Raab im Osten dem Bistum Passau zu – was für die folgenden knapp 1.000 Jahre kirchenpolitisch so blieb. Mit der Verbreitung des Christentums entstanden auch Kirchengebäude. Zu den frühesten überlieferten Orten mit einer Kirche aus dem 9. Jahrhundert gehören etwa Traismauer, St. Andrä vor dem Hagenthale, Winklarn, Aschbach, St. Martin am Ybbsfelde, Abstetten sowie einige Orte in der Wachau. Obwohl es also bereits Kirchen gab, kann noch nicht von „Pfarren“ im späteren Sinne gesprochen werden. Erst im 11. Jahrhundert entstand mehr oder weniger systematisch ein Pfarrwesen, das als Vorläufer dem heutigen Pfarrnetz verwandt ist: Bistümer, Klöster und Adelige gründeten Pfarren, um ihre Besitzansprüche zu festigen. Das Bistum Passau gründete vor allem entlang der Donau und südlich davon zahlreiche Pfarren; nördlich davon – im heutigen Waldviertel – war zunächst nur Horn (und evtl. Eggenburg) passauisch, in dieser Region waren adelige Grundherren vorherrschend. Viele der vom Bistum Passau in dieser Zeit gegründeten Pfarren erhielten den hl. Stephanus als Patron, was auf das Patrozinium des Passauer Bischofssitzes verweist. Mit dem Erstarken der Klöster entstanden ab dem 12. Jahrhundert zudem zahlreiche Stiftspfarren.
Im 16. Jahrhundert kam es in vielfacher Hinsicht zu einer Krise des Katholizismus: Kriege, Aufstände, der Kampf gegen die Osmanen und vor allem die Reformation führten sowohl zum wirtschaftlichen als auch personellen Niedergang vieler Klöster und Pfarren. Träger des Protestantismus waren in erster Linie die Adeligen, im Verlauf des 16. Jahrhunderts wurde aber schließlich der überwiegende Großteil der niederösterreichischen Bevölkerung protestantisch.
Ende des 16. Jahrhunderts begann die Gegenreformation, die von den Habsburgern vorangetrieben wurde. Die eingesetzten kirchlichen Verantwortlichen, im Bereich der heutigen Diözese St. Pölten etwa Melchior Khlesl, gingen mit teils rigorosen Maßnahmen gegen die protestantische Bevölkerung vor. Die jahrzehntelangen Wirren hatten auch Auswirkungen auf das Pfarrnetz: Hatte es um 1500 im heutigen Diözesangebiet rund 330 aktive Seelsorgestationen gegeben, waren im Jahr 1659 nur 257 mit Priestern besetzt. Um das katholische Leben weiter zu fördern, wurden in der zweiten Hälfte des 17. Jahrhunderts mehrere Pfarren gegründet. Anfang des 18. Jahrhunderts kam es schließlich wieder zu einem großflächigen Erstarken der katholischen Kirche in personeller und wirtschaftlicher Hinsicht. Auch die vielen Klöster im heutigen Diözesanbereich florierten wieder, was sich in einer regen Bautätigkeit niederschlug.

### Gründung der Diözese St. Pölten
Der Großteil des heutigen Niederösterreichs und Oberösterreichs gehörte bis 1785 kirchenpolitisch zum Bistum Passau. Bereits seit dem Mittelalter versuchten die Habsburger, diese Gebiete auch kirchenpolitisch unter ihren Einflussbereich zu bringen, 1468/1469 kam es dadurch zur Gründung der Bistümer Wien und Wiener Neustadt.
Kaiser Joseph II. nutzte den Tod des Passauer Bischofs Leopold Ernst von Firmian im März 1783 und ließ alle Güter und weltlichen Rechte des Passauer Bischofs und Domkapitels in Österreich beschlagnahmen.  Der Nachfolger Firmians, Joseph Franz Graf von Auersperg, musste am 4. Juli 1784 auf die Passauer Besitzungen in Österreich verzichten.  Am 28. Jänner 1785 wurde mit der Veröffentlichung der päpstlichen Bulle „Inter plurimas“ die Diözese St. Pölten errichtet. Erster Bischof wurde Heinrich Johann von Kerens (1785–1792), der zuvor Bischof von Wiener Neustadt gewesen war. Die bischöfliche Konsistorialkanzlei (heute Ordinariat) nahm am 1. Mai 1785 offiziell die Arbeit auf, während die Amtseinführung von Bischof Kerens am 8. Mai 1785 erfolgte.
Zum Zeitpunkt der Gründung der Diözese war das Gebiet in 372 Pfarren unterteilt. Bischof Kerens strukturierte die Pfarren und Dekanate neu, sodass es rasch nach Errichtung der Diözese schließlich 404 Pfarren und 20 Dekanate bei insgesamt 388.518 Einwohnern gab.
Zum Verwaltungssitz und nunmehrigen sogenannten Bistumsgebäude der neuen Diözese wurde das für diesen Zweck aufgelassene Hippolytkloster. Die in den 1720er Jahren für das Stift errichtete Klostergruft dient heute als Bischofsgruft.

### Jüngere Geschichte
Auf Wunsch des Papstes Johannes Paul II. trat im Oktober 2004 der seit 1991 amtierende Bischof Kurt Krenn zurück. Als Nachfolger wurde Klaus Küng ernannt. 2018 bestimmte Papst Franziskus den bisherigen Bischof von Gurk-Klagenfurt, Alois Schwarz, zu Küngs Nachfolger. Ihm zur Seite stehen Weihbischof Anton Leichtfried und seit 1. Jänner 2021 Christoph Weiss als Generalvikar (derzeit der jüngste Österreichs).
Gegen grundlegende Änderungen in der Struktur der Diözese durch Bischof Schwarz wurden im Frühjahr 2021 Vorwürfe in Form von Schreiben an den Nuntius und den Vorsitzenden der Österreichischen Bischofskonferenz erhoben; der Bischof habe den Pastoralrat, den Diözesanrat und andere Gremien innerhalb der Diözese nicht einbezogen und die Leitung des Pastoralamts des bischöflichen Ordinariats nicht angehört, sondern vor vollendete Tatsachen gestellt.